# The Time of the Oath
The Time of the Oath è il settimo album, prodotto nel 1996, della band Helloween. Esistono due versioni del disco. L'album è un concept che si basa sulle profezie di Nostradamus riguardanti gli anni che vanno dal 1994 al 2000. Le canzoni presenti si prefiggono di riflettere le scelte dell'umanità.
Da The Time of the Oath sono stati estratti tre singoli: la title track omonima The Time of the Oath, Power e Forever and One.
L'album è stato dedicato a Ingo Schwichtenberg batterista degli Helloween fino a Chameleon, suicidatosi buttandosi sotto un treno della metropolitana.

## Tracce
1. We Burn (Deris) – 3:04
2. Steel Tormentor (Weikath/Deris) – 5:40
3. Wake Up The Mountain (Kusch/Deris) – 5:01
4. Power (Weikath) – 3:28
5. Forever And One (Neverland) (Deris) – 3:54
6. Before The War (Deris) – 4:33
7. A Million To One (Kusch/Deris) – 5:11
8. Anything My Mama Don't Like (Deris/Kusch) – 3:46
9. Kings Will Be Kings (Weikath) – 5:09
10. Mission Motherland (Weikath/Helloween) – 9:00
11. If I Knew (Weikath) – 5:30
12. The Time Of The Oath (Grapow/Deris) – 6:58

## Expanded Edition
1. Still I Don't Know (Deris/Grosskopf) – 4:13
2. Take It to the Limit (Deris/Kusch) – 4:04
3. Electric Eye (Halford/Tipton) – 4:06
4. Magnetic Fields (Jarre) – 3:41
5. Rain (Parfitt) – 4:33
6. Walk Your Way (Grosskopf) – 4:56
7. Light in the Sky (Deris) – 2:35
8. Time Goes By (Deris) – 2:24

## Formazione
- Andi Deris - voce
- Roland Grapow - chitarra
- Michael Weikath - chitarra
- Markus Großkopf - basso
- Uli Kusch - batteria

Ospiti
- Axel Bergstedt - organista, maestro
- Stefan Pintev - violino
- Coro da Orchestra "Johann Sebastian Bach", Amburgo